# Клементьєво (Можайський район)
Клементьєво — село в Можайському районі Московської області в 15 км від Можайська. Населення — 1020 осіб (2010). Адміністративний центр Клементьевского сільського поселення. До 2006 року — центр Клементьевского сільського округу.
У селі розташоване Відділення сестринського догляду при Клементьевской дільничної лікарні.
Село раніше також називалося Введенським — за назвою церкви на честь Введення в храм Божої Матері з боковим вівтарем святителя Миколи, побудованої в 1703 році. На той момент село два роки як належало Б. І. Прозоровському.
До Смутного часу в тій місцевості стояла дерев'яна церква в ім'я святителя Миколая; після руйнування вона була знову відбудована в 1629 році. У 1734 році власником села став граф Йосип Ефимовский; в 1730-х роках в церкві була прибудована дзвіниця. За радянських часів храм був закритий і зруйнований; збереглися лише башточка церковної охорони, богадільня і дзвіниця. Після грудня 2005 року о приміщенні будівлі був проведений ремонт, встановлено іконостас, розпочато проведення богослужінь.
У церкви розташована школа, поруч з якою в 1975 році, в 30-річчя перемоги у Великій вітчизняній війні, був поставлений пам'ятник випускникам школи — учасникам війни.
У Можайську вулиця, що йде від центру міста в напрямку села, називається Клементьєвською.